# Vere St. Leger Goold
Vere Thomas St. Leger Goold, né le 2 octobre 1853 à Clonmel en Irlande et mort le 19 avril 1909 au Camp de Hattes près du Maroni, dépendant des Îles du Salut en Guyane, est un joueur de tennis et criminel irlandais.
Il est condamné aux travaux forcés à perpétuité, à la suite de l'assassinat le 4 août 1907 d'une riche veuve suédoise, Mme Emma Ahlqvist-Levin, perpétré avec sa femme dans leur appartement à Monte-Carlo.

## Biographie
En 1879, après avoir remporté la première édition des Championnats d'Irlande, il atteint la finale de Wimbledon qu'il perd face à John Hartley.
Fils d'un baronnet anglais, il a exercé la profession de secrétaire de la commission des délimitations communales à Dublin et est également copropriétaire d'une fabrique de caoutchouc à Liverpool. Après 1883, il change énormément en raison de l'alcool et de la drogue. Habitant Cambridge Street à Londres, il s'y marie en 1891 à Marie-Rose Violette Girodin veuve de  César Berruyer, couturière née en 1850 à La Sône en Isère. Ils résident vers 1901, rue Drummond à Montréal où ils tentent de faire des affaires.
De retour du Canada, ils vivent brièvement à Liverpool où il exploite une buanderie puis s'installent à Monaco en 1905, boulevard du Moulin. En manque d'argent, il fréquente assidument le casino où il repère une riche suédoise, Emma Liven, âgée de 48 ans, arborant ses bijoux. Lui et sa femme l'assassinent le 4 août 1907 pour rembourser leurs dettes.
Ils sont arrêtés à Marseille où ils comptaient prendre le train pour Calais puis l'Angleterre, les policiers ayant découvert dans leur malle un corps en plusieurs morceaux. Extradé devant le parquet de Monaco, il se distingue lors de son interrogatoire par son attitude amorale en répondant tranquillement aux questions du juge.
Il est condamné pour meurtre aux travaux forcés à perpétuité tandis que sa femme est condamnée à mort puis graciée en prison à vie. Cette dernière décède en 1914 à Montpellier. Emprisonné à Chave puis déporté au bagne en Guyane en 1908, Vere St. Leger Goold y meurt l'année suivante, vraisemblablement d'un suicide.

## Palmarès
- Championnat d'Irlande : vainqueur en 1879, finaliste en 1880
- Wimbledon : finaliste en 1879